# 加尼希
加尼希（德语、法语：Garnich）是卢森堡西南部的一个市镇和小镇，属于卡佩伦县。 

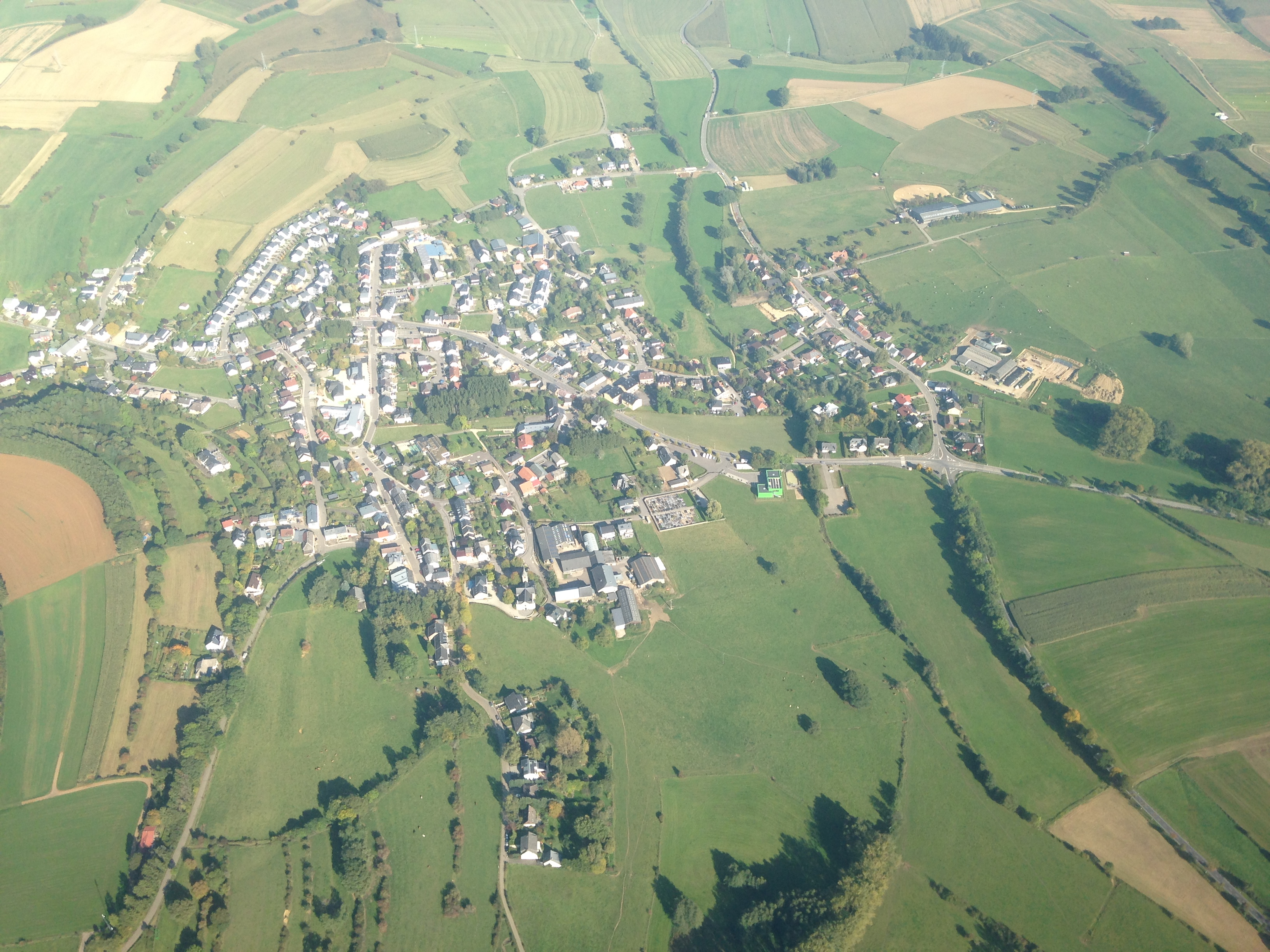
加尼希鸟瞰图